# Darkstricken
Darkstricken è il terzo album studio del gruppo musicale polacco Sacrum, pubblicato nel 2006 dalla Empire Records. Negli Stati Uniti è stato pubblicato nel 2008 dalla Metal Mind Productions.

## Tracce
1. Enter the Darkstricken – 0:56
2. Make My Day – 6:34
3. The Shrine Falling – 4:42
4. Human Error – 5:01
5. The Ones Without a Name – 5:42
6. Evil Dreams – 4:03
7. Scarred Beneath the Skin – 8:27
8. The Innocent Tears – 4:03
9. Fear of the Unknown – 8:03
10. Dark Festivity – 5:09